# Alimentation électrique par câble Ethernet

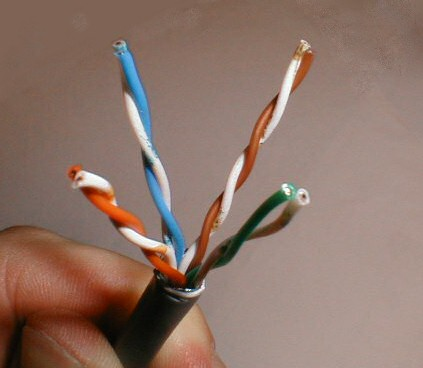
Quatre paires torsadées d'un câble réseau de type UTP.

 (juillet 2015).
Si vous disposez d'ouvrages ou d'articles de référence ou si vous connaissez des sites web de qualité traitant du thème abordé ici, merci de compléter l'article en donnant les références utiles à sa vérifiabilité et en les liant à la section « Notes et références ».
L'alimentation électrique par câble Ethernet (PoE, de l’anglais Power over Ethernet) permet de faire passer une alimentation électrique (initialement seulement un courant continu d'une puissance maximale de 15,4 watts avec une tension d'environ 48 V), en plus des données à 100 Mbit/s ou 1 Gbit/s, dans les câbles de liaisons Ethernet. Cette technique est définie par la norme IEEE 802.3af, appartenant au standard IEEE 802.3 ratifiée le 11 juin 2003 et publiée le 11 juillet 2003,.
Cette technique alloue deux paires (ou plus) sur les quatre paires que contient un câble à paires torsadées non blindées UTP ou à paires torsadées blindées STP afin d'alimenter certains appareils d'un réseau Ethernet tels que des téléphones IP, des disques durs réseaux, des caméras IP ou des points d'accès Wi-Fi. La norme IEEE 802.3at, également appelée PoE+, ainsi que la norme IEEE 802.3bt appelée 4PPoe, en étendent les caractéristiques techniques.

## Description

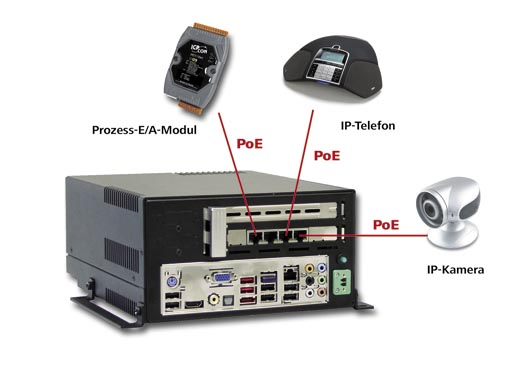
boitier arrière d'un ordinateur montrant les sorties PoE.

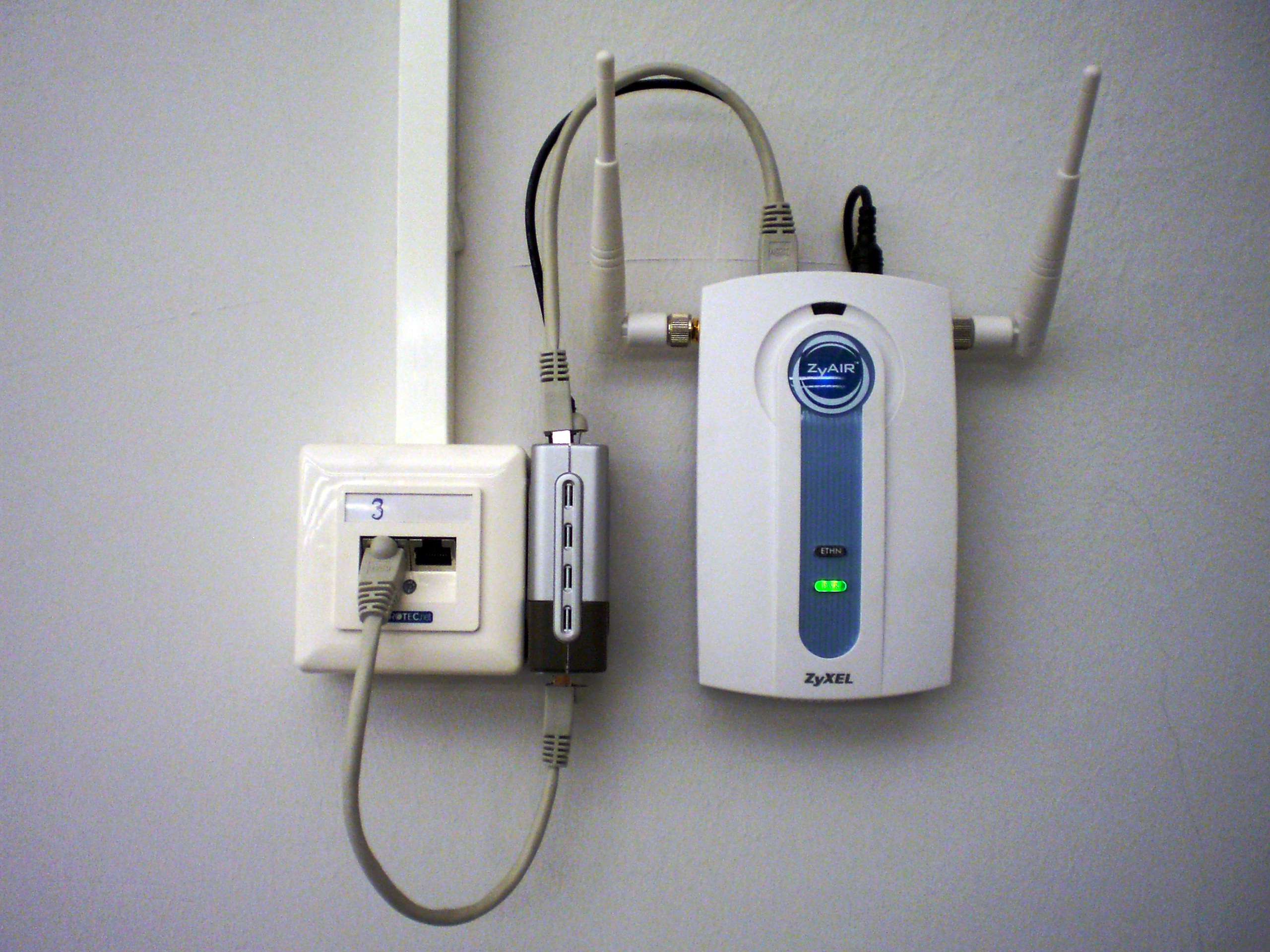
Au milieu, un module D-Link DWL-P50 PoE-Splitter séparant l’alimentation électrique des données.

Cette technique permet d'installer des appareils tels qu'une imprimante, un téléphone ou une caméra IP 
dans des endroits qui sont dépourvus de prise électrique. Comme les données et l’alimentation électrique passent dans le même câble Ethernet, il n’y a plus qu’un unique câble à tirer par périphérique connecté. De ce fait, comparativement à une alimentation externe, la quantité de connectique et d'adaptateurs est réduite. La redondance électrique généralement présente en salle machine, avec des commutateurs double alimentation et des onduleurs se trouve aussi simplifiée. Le tout offre ainsi une facilité de gestion.
Un câble Ethernet est composé de quatre paires de fils. Quand la connexion s'établit à 100 Mbits, les données transitent sur deux paires seulement, à savoir les fils 1, 2, 3 et 6 ; les deux autres paires inutilisées, à savoir les fils 4, 5, 7 et 8 peuvent être utilisées pour véhiculer le courant électrique. Dans la plupart des cas le PoE passe par un fil de la paire 1,2 et un autre fil de la paire 3,6 en même temps que les données.
Pour faire du PoE, il suffit d’intercaler un adaptateur PoE entre le concentrateur (notamment commutateur, routeur) et le périphérique Ethernet en question. Un adaptateur PoE est constitué de deux modules pairs :
- d’une part d’un module, branché en aval du concentrateur, qui injecte le courant électrique dans le câble Ethernet sortant. Sur ce module se connectent le câble d’alimentation, le câble Ethernet entrant (IN, connecté au concentrateur) et le câble Ethernet sortant (OUT) ;
- d’autre part d’un module branché en amont du périphérique qui sépare les données et le courant électrique du câble Ethernet juste avant de les réinjecter séparément dans le périphérique Ethernet.

Il existe des « concentrateurs PoE » ce qui permet de ne plus utiliser d’« adaptateurs PoE » en sortie du concentrateur. Du côté du périphérique à l'autre bout du câble, un « adaptateurs PoE » reste nécessaire, a moins qu'il ne soit lui aussi compatible PoE.
Le PoE fournit 48 V (environ) en courant continu à travers deux fils non utilisées des quatre fils disponibles du catégorie 3 ou 5e, pour du 10BASE-T et 100BASE-TX.
Une technique dite « phantom power » permet également de transporter le courant à travers une paire utilisée pour la transmission de données. Ceci permet donc l'utilisation du PoE avec du 1000BASE-T, en utilisant toutes les paires (catégorie 5e ou plus).
Le PoE original fournit un maximum de 350 mA et une puissance maximale de 15,4 W. Seulement 13 W sont disponibles après décompte de la déperdition de 10 à 20 % de l'énergie disponible dans les câbles (résistance des câbles d'où déperdition de chaleur par effet joule). Cela est d'ailleurs l'un des problèmes à résoudre par les constructeurs de câblage, car la concentration des passages de câbles occasionne un échauffement accru, ce qui implique un vieillissement accéléré et des caractéristiques physiques différentes.
Les puissances utilisables sont référencées en différentes classes :
| Classe | Usage      | Niveaux de puissance maximale à l'entrée du dispositif (watts) |
| ------ | ---------- | -------------------------------------------------------------- |
| 0      | Défaut     | 0,44 à 12,94                                                   |
| 1      | Facultatif | 0,44 à 3,84                                                    |
| 2      | Facultatif | 3,84 à 6,49                                                    |
| 3      | Facultatif | 6,49 à 12,95                                                   |
| 4      | Réservé    | (les PSE classent comme Class 0)                               |

(PSE = Power Sourcing Equipment (commutateur ou concentrateur réseau implémentant du PoE))
Dans les faits l'éventail des équipements supportant l'alimentation par PoE est encore relativement limité. Téléphone IP, borne Wi-Fi, caméra vidéo IP représentent la majorité de ces équipements.
L'intérêt techno-économique du PoE est à étudier selon les cas et suivant différents paramètres :
- l'éloignement ou non d'une source de courant (ex. : une caméra vidéo de surveillance en bordure de site, une borne Wi-Fi placée en hauteur dans un hall, etc.) ;
- la sauvegarde électrique ou non des équipements réseaux (commutateur ou injecteur PoE) par un onduleur ou réseaux électriques redondants.

Un déploiement massif de cette technologie ne pourra réellement être considéré que lorsque les réseaux électriques et de données pourront être mutualisés (dans le même esprit que la convergence voix/donnée, avec la mutualisation des réseaux voix (PABX) et des réseaux de données (IP)).

## PoE et PoE+
Le groupe de travail IEEE 802.3at, a officiellement commencé à travailler en septembre 2005 sur le pré-standard du PoE+ afin de prendre en compte l'utilisation de 2 paires du câble Ethernet Cat 5 pour fournir un courant de 1 250 mA et une puissance de 60 W au matériel alimenté. Ceci pour permettre d'élargir le marché avec un plus grand nombre de périphériques et donc de clients potentiels.
À ce jour, deux normes régissent l’interopérabilité des équipements :
- IEEE 802.3af (PoE) : l'alimentation électrique fournie par l'équipement (commutateur, injecteur) est au maximum de 15,4 W pour une puissance maximum de 12,9 W au niveau du périphérique. La tension est de 48 V ;
- IEEE 802.3at (PoE+) : si l'équipement fournissant l'alimentation et le périphérique répondent tous les deux à cette norme, alors il est possible d'utiliser une puissance comprise entre 24 et 30 W, toujours pour une tension de 48 V.

## 4PPoE
Le standard IEEE P802.3bt, également dénommé 4PPoE (4-Pair Power over Ethernet), ou encore PoE++ par extension de appellation PoE+ du standard IEEE 802.3at, introduit deux niveaux supplémentaires de puissance maximale fournie par le switch, type 3 avec 55 W (avec une intensité maximale par paire de 600 mA) et type 4 avec 90 ou 100 W (avec une intensité maximale par paire de 960 mA) répartie sur les quatre paires du câble Ethernet.
Compte-tenu des pertes dans le câble par effet Joule, la puissance réellement disponible sur l'équipement alimenté est de 71,3 W en type 4 pour une puissance fournie en amont du câble de 100 W. Soit des pertes dans le câble de 28,7 W, soit un rendement de 71,3 % dans ces conditions.
La norme IEEE P802.3bt-2018 (Draft Standard for Ethernet Amendment: Physical Layer and Management Parameters for DTE Power via MDI over 4-Pair) est approuvée le 27 septembre 2018.
Par rapport aux normes PoE et PoE+ qui utilisent deux paires parmi quatre dans un câble Ethernet, à puissance fournie égale, le 4PPoE améliore l’efficacité énergétique globale car les pertes dans le câble Ethernet sont diminuées de moitié.

## PoE passthrough
Les appareils « PoE passthrough », traduisible par « PoE intermédiaire », peuvent fonctionner à la fois comme un appareil alimenté (PD) et comme une source d'alimentation électrique (PSE). Cela signifie que l'appareil peut être alimenté par PoE tout en fournissant une alimentation par PoE à d'autres appareils tels que des téléphones IP ou des points d'accès sans fil.

## Précautions d'emploi

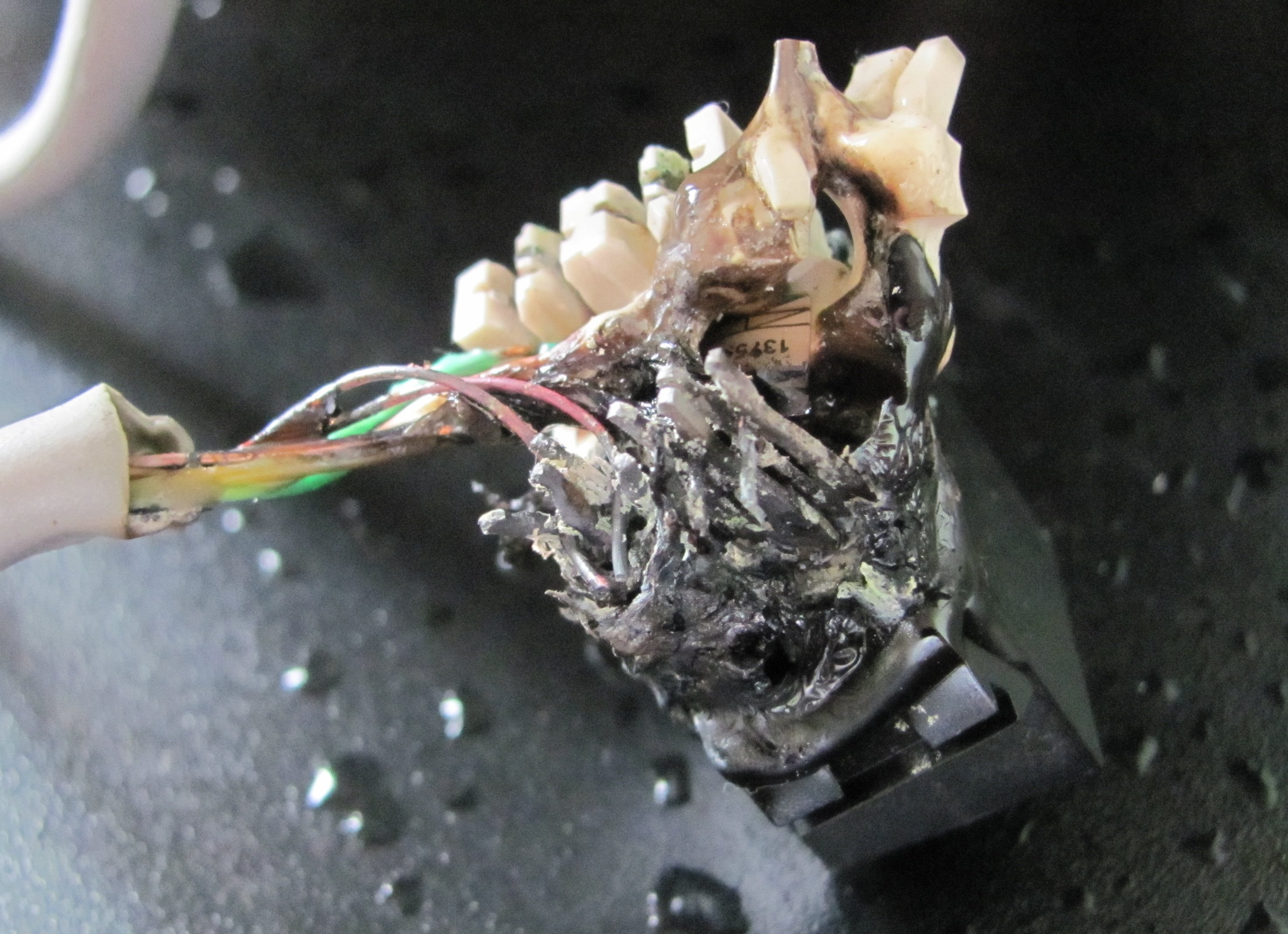
Court-circuit sur un cable PoE.

Du fait de la tension de plusieurs dizaines de volts dans une des paires, il faut être prudent lors de la manipulation de tels câbles afin d'éviter tout court-circuit (voir image ci-contre) et s'assurer que l'alimentation électrique du câble est suffisamment protégée.
Le passage du courant en PoE provoque un échauffement dans les câbles Ethernet dû à l'effet Joule. Les câbles doivent être disposés de telle façon que la chaleur puisse être diffusée sans surchauffe préjudiciable.